# Kristian Nielsen
Kristian Nielsen (* 6. April 1985) ist ein dänischer Badmintonspieler.

## Karriere
Kristian Nielsen gewann bei den Estonian International 2007 die Herreneinzelkonkurrenz. 2009 siegte er in der gleichen Disziplin bei den Welsh International. 2009 wurde er auch Dritter bei den Kharkiv International und den Turkey International.

## Sportliche Erfolge
| Saison | Veranstaltung                          | Disziplin    | Platz | Name             |
| ------ | -------------------------------------- | ------------ | ----- | ---------------- |
| 2007   | Estonian International                 | Herreneinzel | 1     | Kristian Nielsen |
| 2009   | Welsh International                    | Herreneinzel | 1     | Kristian Nielsen |
| 2009   | Kharkiv International                  | Herreneinzel | 3     | Kristian Nielsen |
| 2009   | Türkei: Internationale Meisterschaften | Herreneinzel | 3     | Kristian Nielsen |